# Glock 44
 (août 2023).
Si vous disposez d'ouvrages ou d'articles de référence ou si vous connaissez des sites web de qualité traitant du thème abordé ici, merci de compléter l'article en donnant les références utiles à sa vérifiabilité et en les liant à la section « Notes et références ».
Pour les articles homonymes, voir Glock (homonymie).
Le Glock 44 est un pistolet semi-automatique conçu et fabriqué depuis 2019 par l'entreprise autrichienne d'armement Glock principalement pour le tir sportif.
C'est une nouveauté de chez Glock qui était attendu depuis de nombreuses années par de nombreux tireurs : un pistolet Glock chambré en 22LR ayant la taille d'un Glock 19 et réalisé sans compromis, conformément à la philosophie Glock.
C'est le premier pistolet de chez Glock à utiliser une munition à percussion annulaire et à utiliser le calibre 22LR.
La culasse hybride a été conçue en acier et en polymère pour éviter d'avoir recours à l'aluminium souvent utilisé sur ce calibre (car la culasse doit être légère pour fonctionner et l'usage de l'aluminium n'offre pas une longue durée de vie dans le cas d'une pièce mobile fortement sollicitée comme c'est le cas pour cette pièce). Glock, par sa maitrise des polymères, a donc conçu une culasse très innovante pour résoudre la problématique du calibre 22LR.
La détente de ce modèle est aussi douce que celle des autres Glock de 5e génération.
Le Glock 44 est compatible avec tous les holsters prévus pour le Glock 19, et ayant la même prise en main, il constitue l'arme d'entrainement idéale.